# Radio Mazury
Radio Mazury – rozgłośnia regionalna nadająca z Ostródy (101,5 MHz), Olsztynka i Morąga, działająca w latach 1992–2015. Redakcja mieściła się w Ostródzie przy ul. Drwęckiej 5. Zasięg stacji wynosił średnio ok. 50 km od anteny nadawczej lub przekaźnikowej. Format muzyczny Radia Mazury określało hasło "Muzyka najlepsza na Mazurach".
Radio Mazury było pierwszą w Polsce międzywyznaniową rozgłośnią radiową założoną i prowadzoną przez Fundację Edukacji Medialnej. Większość poruszanych na antenie spraw dotyczyło miasta Ostródy i całego powiatu ostródzkiego.
1 lutego 2015 roku Radio Mazury zostało zastąpione przez Radio Zet Gold.